# Panaxia subalpina
Panaxia subalpina är en fjärilsart som beskrevs av Franz Dannehl 1928. Panaxia subalpina ingår i släktet Panaxia och familjen björnspinnare. Inga underarter finns listade i Catalogue of Life.